# Dorfkirche Jetsch

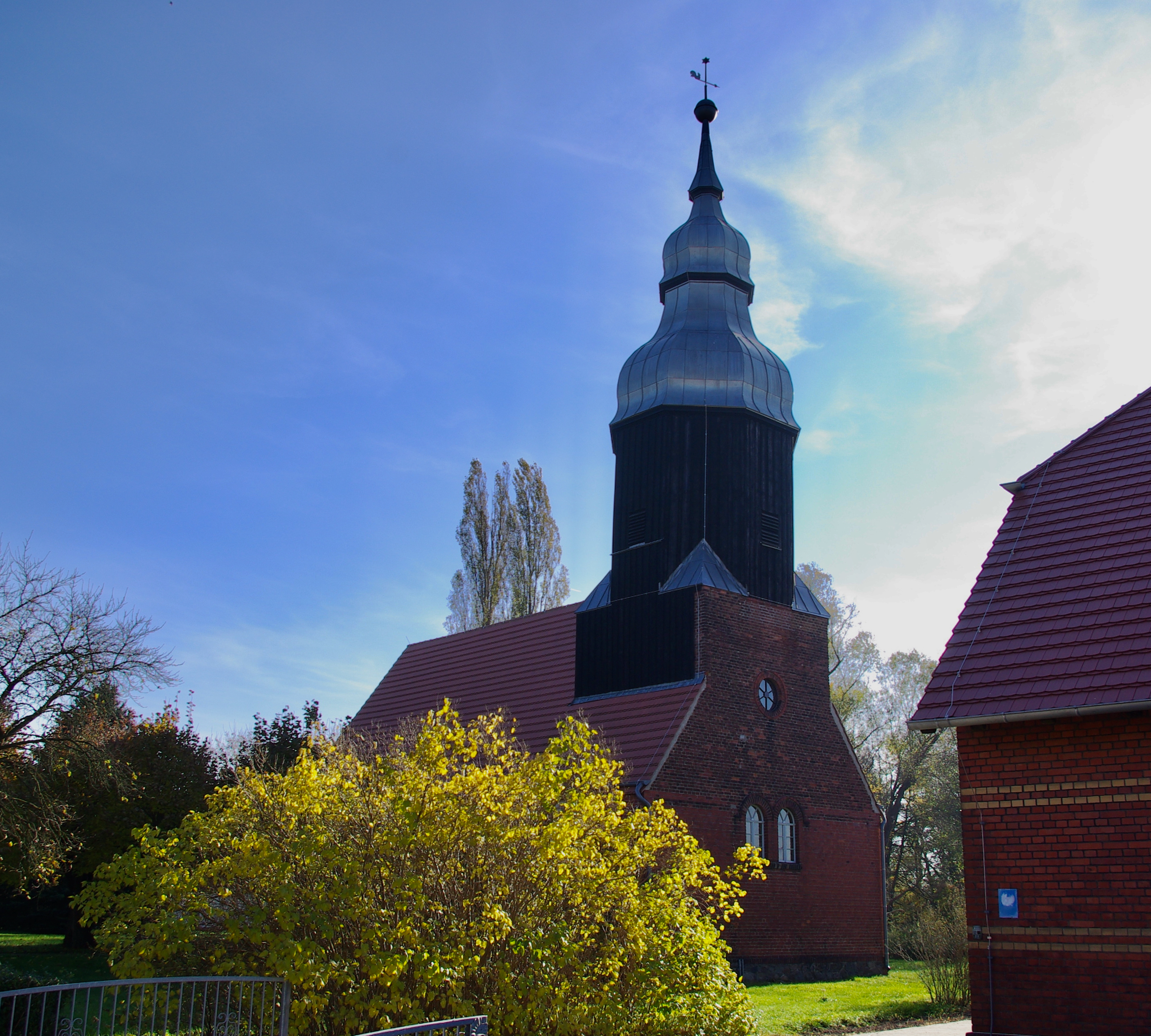
Dorfkirche Jetsch (2010)

Die Dorfkirche Jetsch ist das Kirchengebäude im Ortsteil Jetsch der Gemeinde Kasel-Golzig im Landkreis Dahme-Spreewald in Brandenburg. Es gehört der Kirchengemeinde Jetsch im Pfarrsprengel Dahme-Berste-Land des Kirchenkreises Niederlausitz, der Teil der Evangelischen Kirche Berlin-Brandenburg-schlesische Oberlausitz ist. Die Kirche steht unter Denkmalschutz.

## Architektur und Geschichte
Die Dorfkirche Jetsch wurde im 14. Jahrhundert gebaut und ist ein Saalbau, der ursprünglich vollständig mit Feldsteinmauerwerk errichtet wurde. Im Jahr 1728 wurde der verbretterte Dachturm aufgesetzt, ebenfalls um diese Zeit wurden die Fenster flachbogig vergrößert. Die Wetterfahne enthält eine entsprechende Inschrift mit dem Hinweis auf die Stifter Siegmund Ernst von Karraß und Ursula Elisabeth von Stutterheim. Nach der Familienchronik der von Stutterheim stiftete das Ehepaar Agnes Sophie von Stutterheim und ihr Mann Heinrich Ernst von Karras 1695 den mit den eigenen Wappen bekrönten Altar, ebenso einen Kelch mit ihrem Doppelallianzwappen. Später als Witwe gab Frau von Karras noch ein Taufkanne hinzu, mit ihren Initialen. 1890 wurde die westliche Kirchenwand aus Ziegelmauerwerk erneuert. Um 1985 erfolgte eine umfangreiche Sanierung der Kirche, und die Haube des Kirchturms erhielt eine neue Zinkblechverkleidung. 2004 wurde das Dach neu eingedeckt und 2007 der Turm instand gesetzt. Bei einem Unwetter schlug am 2. Juli 2009 der Blitz in die Turmhaube ein, wodurch die hölzerne Tragkonstruktion in Brand geriet. Noch im gleichen Jahr wurde der Turm wieder aufgebaut und eine Blitzschutzanlage installiert.
Von der ursprünglich gotischen Baugestalt ist heute noch das mittlere Fenster in der Ostwand und ein Rücksprungportal in der Nordwand erhalten. Der ursprüngliche südliche Eingang wurde zugemauert. Der holzverkleidete Turm hat einen quadratischen Grundriss und geht im Glockengeschoss in eine achteckige Form über. Er wird durch eine geschweifte Haube abgeschlossen. Im Inneren verfügt die Kirche über eine offene Dachkonstruktion. Die Logenempore über der nördlichen Wand des Altarraums stammt aus dem 16., die beiden Emporen im Norden und Westen aus dem 17. Jahrhundert.

## Ausstattung
Der dreigeschossige barocke, mit Knorpelwerk verzierte und Allianzwappen bekrönte Altaraufsatz wurde 1695 von dem Maler Christian Zimmermann aus Luckau geschaffen. In der Mitte befindet sich eine Darstellung des Abendmahls und der Kreuzigung Christi, im Aufsatz die Auferstehung und darüber die Himmelfahrt. Die polygonale Kanzel stammt aus derselben Zeit. Die Ecken sind mit Säulchen verziert und in den Feldern dazwischen befinden sich Darstellungen des Salvator mundi und der vier Evangelisten. In der Kirche steht außerdem ein Grabdenkmal für Emilie Wilhelmine Friedricke von Staff († 1816) mit der Urne auf einem Inschriftsockel.
Die Orgel der Kirche in Jetsch wurde 1822 von Johann Christoph Schröther dem Jüngeren und Carl Gotthold Claunigk gebaut. Das Instrument mit mechanischer Spiel- und Registertraktur hat sieben Register auf einem Manual und dem Pedal. 1983 wurde es durch die Firma Mitteldeutscher Orgelbau A. Voigt saniert.